# Grande maniera

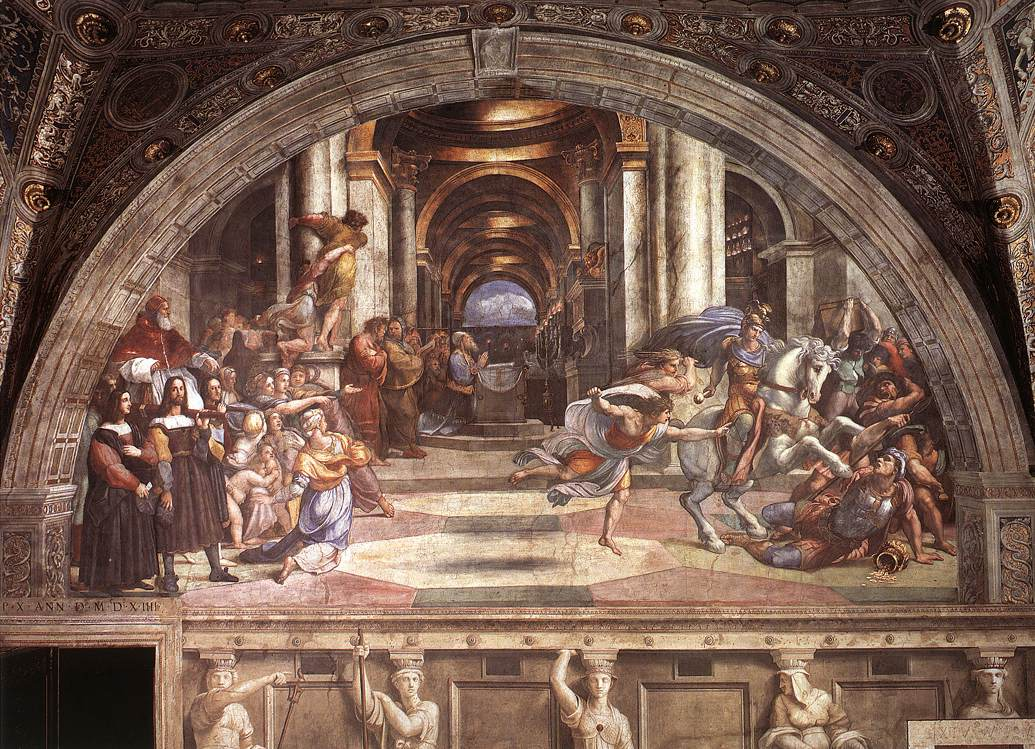
Raffaello, Cacciata di Eliodoro dal tempio, Musei Vaticani, 1512. L'originale grande maniera.

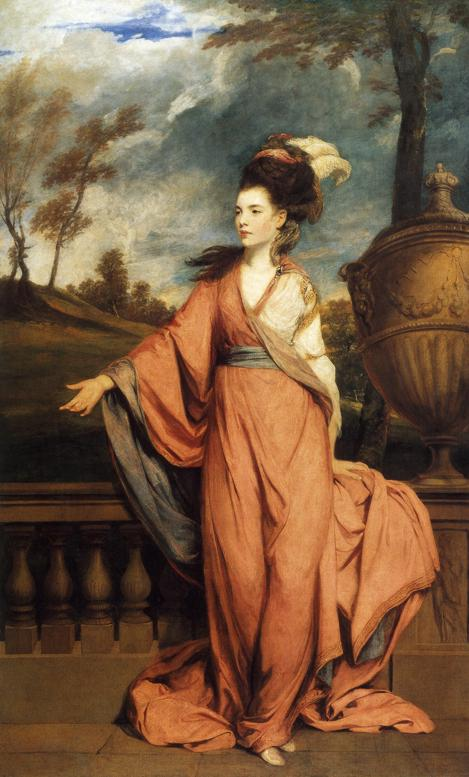
Jane, Countess of Harrington di Joshua Reynolds, 1778, la grande maniera trasferita al ritratto.

Il termine grande maniera si riferisce ad uno stile estetico idealizzato derivato dall'arte classica e l'"arte classica" moderna del Rinascimento, chiamata da Vasari "Maniera moderna". Nel XVIII secolo, gli artisti e gli intenditori britannici usarono il termine per descrivere quadri che incorporavano metafore visive al fine di suggerire nobili qualità. Fu Sir Joshua Reynolds che diede valore al termine attraverso il suo Discourses on Art, una serie di conferenze presentate alla Royal Academy (1769-1790), in cui sosteneva che i pittori avrebbero dovuto percepire i loro soggetti attraverso la generalizzazione e l'idealizzazione, piuttosto che con l'attenta copia della natura. Reynolds non usa mai in realtà la frase, riferendosi invece a great style o grand style, riferendosi alla pittura storica:
(Joshua Reynolds)
In origine applicato alla pittura storica, considerata al più alto grado della gerarchia dei generi, la grande maniera venne poi applicata anche alla ritrattistica, con il soggetto raffigurato a grandezza naturale e in figura intera, in un ambiente che veicolata la nobiltà e lo stato d'élite dello stesso. Le metafore portarono all'introduzione dell'architettura classica, che significava al coltivazione della raffinatezza, e degli sfondi pastorali, che davano un carattere virtuoso di sincerità senza pretese e incontaminato dal possesso di grandi ricchezze e possedimenti.
Se la scultura romana e la pittura rinascimentale utilizzavano i gesti per indicare il genere, fu la ritrattistica di corte di Peter Paul Rubens e Anthony van Dyck che venne ad esemplificare lo stile del ritratto urbano praticato da Reynolds, Thomas Gainsborough e Pompeo Batoni, e poi, nel XIX e XX secolo, da Sir Thomas Lawrence, John Singer Sargent e Augustus John. Alla fine del XIX secolo, venne adottata la retorica della grande maniera non solo dai nuovi ricchi, ma anche dagli ambiziosi soggetti della classe media. Soprattutto quando ostentata nella presentazione, tipicamente in opere a tutta figura, era indicato come ritratto spavaldo.